# Unión de la Montaña Verde

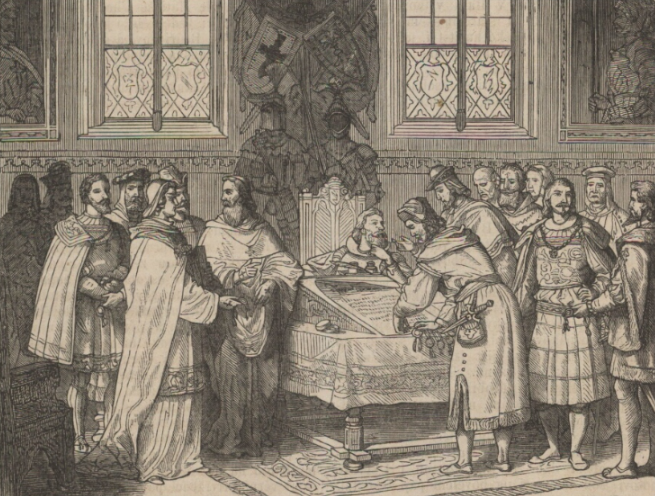
Ilustración de la reunión de 1465, según Josef Scheiwl (1872).

La Unión de la Montaña Verde (en checo: Jednota zelenohorská o Zelenohorská jednota) fue una asociación de la nobleza católica bohemia para derrocar al rey utraquista Jorge de Podiebrad. Existió desde 1465 hasta 1471.

## Historia
El 28 de noviembre de 1465, dieciséis influyentes nobles bohemios se reunieron en el salón Negro del castillo de Zelená Hora ("Montaña Verde") por iniciativa de Zdeněk de Šternberk y redactaron un decreto en el que acusaban a Jorge de Podiebrad de violar los derechos del Estado y, en particular, el trato preferencial a la baja nobleza y los pueblos utraquistas. Entre los signatarios se encontraban Jošt de Rožmberk, Juan de Rožmberk, Juan Zajícov de Hazmburk, Oldřich de Hazmburk, Bohuslav el Joven de Švamberk, Vilém de Iburk, Enrique II de Plauen, Enrique III de Plauen, Diepoldo de Rýzmberk, Jaroslav de Šternberk, Juan von Šternberk, Enrique IV de Neuhaus, Burian I de Guttenstein, Linhart de Guttenstein y Dobrohoscht de Ronsperg. La alianza llevó a cabo negociaciones fallidas con el rey polaco Casimiro IV, a quien querían ganar para la corona real de Bohemia.
El Papa Pablo II, que había declarado hereje al rey en 1464 y lo convocó sin éxito ante el tribunal papal el 2 de agosto de 1465, lo excomulgó el 23 de diciembre de 1466, lo privó de su dignidad real y exigió su destitución. Como resultado, el 14 de abril de 1467, de nuevo en el salón Negro, se firmó un acuerdo de asistencia con el emperador Federico III.  El 20 de abril de 1467, el Papa Pablo II nombró al líder de la alianza, Zdeněk de Šternberk, para dirigir a los católicos en la cruzada contra el rey hereje. El 21 de abril de 1467, Jorge de Podiebrad respondió a la declaración de guerra de la alianza y ordenó la ocupación de los castillos de Zdeněk de Šternberk debido a la perturbación de la paz nacional. Las batallas de la alianza contra Jorge de Podiebrad comenzaron el 23 de abril de 1467.
Posteriormente, las ciudades de Pilsen y Breslau, el margraviato de Lusacia, varias ciudades de Moravia y, bajo presión papal, el obispo de Olomouc Protasio de Boskovic y Černahora se unieron a la alianza. En el Reichstag de Núremberg el 14 de julio de 1467, los representantes de la alianza intentaron persuadir a los príncipes imperiales alemanes para que brindaran apoyo militar. Sólo Luis IX de Baviera envió tropas que destruyeron el castillo de Pajreck y fueron derrotadas en la batalla de Nýrsko el 22 de septiembre de 1467. Juan de Rožmberk se había pasado al lado del rey después de la declaración de guerra. Tras las derrotas de las tropas de la Alianza, llevó a cabo negociaciones con Zdeněk de Šternberk en Linz en 1468. Al no mostrar interés en la corona bohemia ni Carlos I de Borgoña ni Federico II de Brandeburgo, la alianza finalmente logró en 1468 ganarse al rey húngaro Matías Corvino. 
El 31 de marzo de 1468 declaró la guerra a Bohemia y pudo tomar Třebíč, Olomouc y Brno, así como otras partes de Moravia en el mismo año. El ejército húngaro fue rodeado por las tropas reales el 28 de febrero de 1469 cerca de Vilémov cuando se acercaban a Kutná Hora. Para evitar una derrota segura en la batalla, Matías Corvino aceptó una oferta de su exsuegro Jorge de Podiebrad en una conversación uno a uno en Úhrov y prometió dejar de pelear y asumir el papel de mediador entre Podiebrad y el Papa. Después de otra reunión con Podiebrad en Uhelná Příbram, Corvino se retiró de Bohemia con sus tropas. Corvinus rompió la promesa dada poco después y, a sugerencia de la unión de la Montaña Verde, se hizo elegir rey de Bohemia en Olomouc el 9 de mayo de 1469. Posteriormente, la mayoría de los ducados de Silesia también rindieron homenaje al anti-rey. En junio de 1469, Jorge de Podiebrad se negó a entregar la corona, pero renunció al derecho de herencia de la corona e hizo que el parlamento estatal eligiera el 5 de junio de 1469 al hijo del rey polaco, Vladislao, como su sucesor. En ese momento, el poder de Jorge de Podiebrad se limitaba a Bohemia y al condado de Kladsko. Las tierras de la Corona de Bohemia estaban en su mayoría en manos de Matías Corvino.
El 20 de agosto de 1469, el Papa Pablo II renovó la excomunión de Jorge de Podiebrad y amenazó a sus seguidores con un interdicto. En 1470, Corvino intentó nuevamente avanzar hacia Bohemia a través de Kutná Hora y Kolín, pero fue igualmente rechazado. La costosa lucha, que trajo pocos beneficios a ambos lados, condujo a los preparativos para las negociaciones del armisticio en 1471. Esto terminó con la repentina muerte de Jorge de Podiebrad el 22 de marzo de ese año.
Después de esto, Alberto el Temerario reclamó la corona de Bohemia y ocupó Praga el 24 de abril. El 27 de mayo, la Dieta de Kutná Hora confirmó la elección del católico Vladislao II como rey de Bohemia, después de que el duque Alberto hubiera retirado previamente sus pretensiones. Matías Corvino no renunció a su derecho a la corona y exigió la corona al Papa como compensación por sus esfuerzos en la lucha contra el rey hereje. Con el apoyo de partes de la alianza, el obispo de Olomouc Protasius de Boskovic y Černahora y las ciudades de České Budějovice y Pilsen, Corvino fue coronado el 28 de mayo de 1471 en Jihlava por el legado papal Lorenzo Roverella, pero sin la insignia de la corona. La coronación ceremonial de Vladislao II con la corona de San Venceslao tuvo lugar el 22 de agosto de 1471 en Praga.
Mientras que la alianza de Grünberg se vino abajo en los años siguientes, la disputa por la corona de Bohemia continuó hasta 1479. Después de que ambas partes no pudieran lograr ningún éxito decisivo en el campo de batalla, el conflicto se resolvió después de largas negociaciones en la Paz de Olomouc.